# Absolut Country of Sweden
Absolut Country of Sweden, musikalbum av punkbandet Anti Cimex från 1990. Släpptes på både LP och CD. Släpptes från början på Chickenbrain records med ett omslag som skulle likna designen på Absolut Vodkas logotyp. Omslaget byttes i nyare utgåvor ut mot en viking. Skivan sägs ha influerat en mängd japansk crust.

## Låtarna på albumet
1. Under the Sun
2. Going Down
3. Sister Daylight
4. Share My Life
5. Wheel of Life
6. Daughters of Pride
7. 1990
8. Fear My Nerves
9. Doing Time
10. Rose